# Garderobiany (film)
Garderobiany (ang. The Dresser) – brytyjski dramat na podstawie sztuki Ronalda Harwooda.

## Fabuła
Londyn, lata 40. Trwa II wojna światowa. W teatrach panuje kryzys. Młodzi aktorzy zostali powołani do wojska. Ci, którzy dziś wieczorem mają wystąpić, są albo u schyłku swojej kariery, albo kariery nigdy nie zrobili. Kierownik teatru Madge postanawia odwołać przedstawienie „Króla Leara”. Ale garderobiany, wykorzystując całe swoje doświadczenie, miłość i oddanie, pomaga weteranowi aktorstwa wrócić do formy, dzięki której stanie przed publicznością.

## Główne role
- Albert Finney - Sir
- Tom Courtenay - Norman
- Edward Fox - Oxenby
- Eileen Atkins - Madge
- Michael Gough - Frank Carrington
- Cathryn Harrison - Irene
- Betty Marsden - Violet Manning
- Sheila Reid - Lydia Gibson
- Lockwood West - Geoffrey Thornton
- Donald Eccles - Pan Godstone

i inni

## Nagrody i nominacje
Oscary za rok 1983
- Najlepszy film - Peter Yates (nominacja)
- Najlepsza reżyseria - Peter Yates (nominacja)
- Najlepszy scenariusz adaptowany - Ronald Harwood (nominacja)
- Najlepszy aktor - Tom Courtenay (nominacja)
- Najlepszy aktor - Albert Finney (nominacja)

Złote Globy 1983
- Najlepszy aktor dramatyczny - Tom Courtenay
- Najlepsza reżyseria - Peter Yates (nominacja)
- Najlepszy scenariusz - Ronald Harwood (nominacja)
- Najlepszy aktor dramatyczny - Albert Finney (nominacja)
- Najlepszy film zagraniczny (nominacja)

Nagrody BAFTA 1984
- Najlepszy film - Peter Yates (nominacja)
- Najlepsza reżyseria - Peter Yates (nominacja)
- Najlepszy scenariusz adaptowany - Ronald Harwood (nominacja)
- Najlepsza charakteryzacja - Alan Boyle (nominacja)
- Najlepszy aktor - Tom Courtenay (nominacja)
- Najlepszy aktor - Albert Finney (nominacja)
- Najlepsza aktorka drugoplanowa - Eileen Atkins (nominacja)

34. MFF w Berlinie (1984)
- Srebrny Niedźwiedź dla najlepszego aktora - Albert Finney
- Udział w konkursie głównym o Złotego Niedźwiedzia